# الأقاليم السورية الشمالية
الأقاليم السورية الشمالية أو السناجق السورية الشمالية أو قيليقية والجزيرة الفراتية العليا[بحاجة لمصدر] هي مناطق من شمال سوريا العثمانية تم ضمها إلى تركيا بموجب اتفاقية أنقرة عام 1921 بين فرنسا والحكومة القومية التركية مقابل اعتراف تركيا بالانتداب الفرنسي على سوريا. تبنى الحلفاء الاتفاق الثنائي في معاهدة لوزان عام 1923 لترسم خطًا جديدًا للحدود عام 1923 بين تركيا من جهة وبريطانيا وفرنسا من جهة أخرى. جاءت المعاهدة الجديدة كتعديل لمعاهدة سيفر عام 1920 التي أعقبت الحرب العالمية الأولى والتي رسمت حدود تركيا مع جيرانها واشتملت على خفض كبير لمساحة تركيا مقارنة بأراضي الدولة العثمانية وبخاصة من الطرف الغربي حيث تم إعطاء مساحات واسعة لبلغاريا واليونان. نتيجة لخسارة الفرنسيين في معارك داخل الأناضول ضد القوميين الأتراك، اضطر الحلفاء إلى تقديم تنازلات لمصطفى كمال أتاتورك بغية إنهاء تبعات الحرب العالمية الأولى والتوصل إلى اتفاق سلام مع تركيا. وبما أن سوريا كانت واقعة تحت الانتداب الفرنسي، سهل هذا على الفرنسيين تقديم تنازلات تتعلق بالأراضي الواقعة تحت سيطرتهم، وخاصة لمعاقبة السوريين على مقاومتهم الغزو الفرنسي في معركة ميسلون وما تبعها.

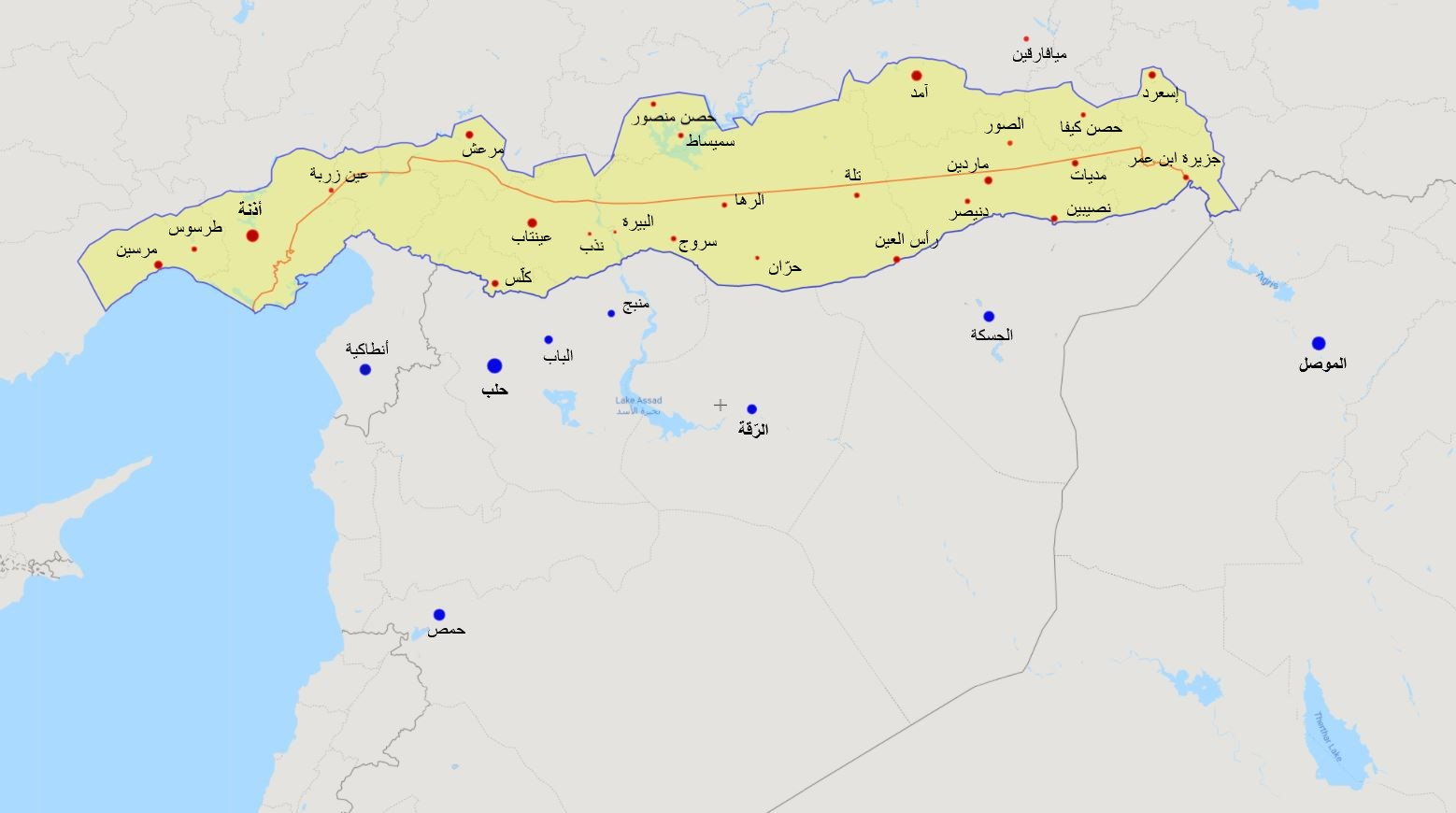
الأقاليم السورية الشمالية التي تنازلت عنها فرنسا لتركيا بعد الحرب العالمية الأولى واتفاقية أنقرة عام 1923، وأهم المدن بأسمائها العربية.

## الموقع والجغرافيا
تقع هذه المناطق شمال الخط الحديدي بين إسطنبول وبغداد، الذي استعمل خطاً معدلاً للحدود بين تركيا وسوريا (في معاهدة لوزان) حتى نقطة التقاء الحدود السورية-العراقية التركية حالياً، وهذا ما وضع المناطق التالية (من الغرب إلى الشرق) ضمن الأراضي التركية: مرسين وطرسوس وقيليقية وأضنة ومرعش وعنتاب وكلس والبيرة وأورفة وحرّان وديار بكر وماردين ونصيبين وجزيرة ابن عمر. إضافة إلى ذلك، مر خط الحدود الجديد الذي أقيم فوق سكة الحديد في وسط مدن نصيبين وجرابلس ورأس العين، مما قسمها بين سوريا وتركيا. قدر خدوري مساحة هذه المناطق (الفارق بين حدود معاهدة سيفر ومعاهدة لوزان بما يزيد على 18 ألف كيلومتر مربع أعطيت لتركيا من الأراضي السورية.

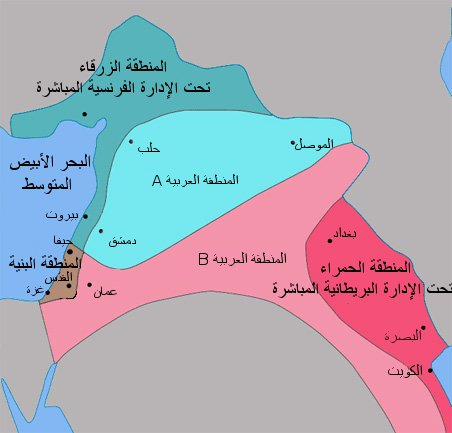
الأراضي العربية التابعة للدولة العثمانية كما قسمت خلال إتفاقية اتفاقية سايكس بيكو.

خارطة تظهر حدود سوريا عند إعلان المملكة العربية السورية في عهد فيصل

تعتبر ذُرا جبال طوروس أو الخط المتعرج الواصل بين ديار بكر (في الشمال الشرقي) ومرعش (في الشمال الأوسط) ومرسين (في الغرب) الحد الفاصل بين الأراضي العربية وتركيا. تضمنت المراسلات الفرنسية البريطانية التي أدت إلى اتفاقية سايكس-بيكو إشارة واضحة إلى حدود سوريا، وفي النص التالي تعليمات من الرئيس الفرنسي بريان إلى سفيره في لندن بول كامبون والمفاوض الفرنسي جورج بيكو الخارجية الفرنسية تشير إليها في 9 تشرين الأول 1915 على النحو التالي:

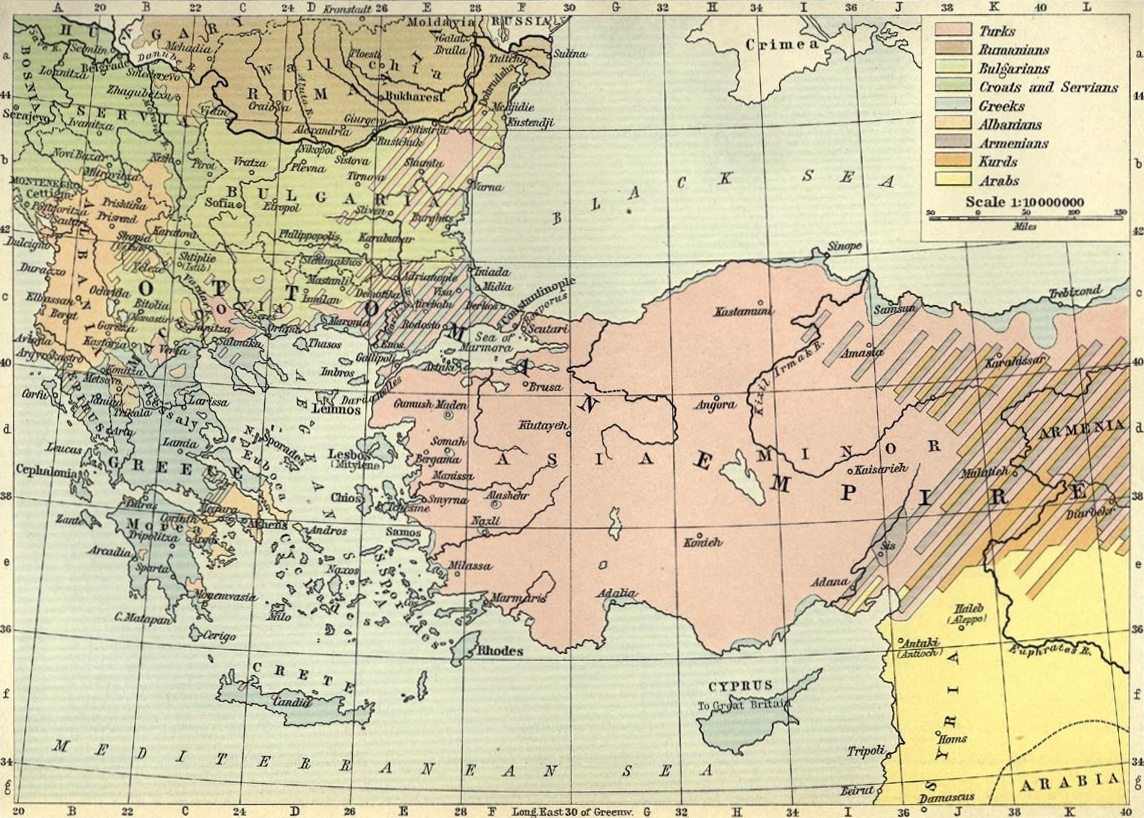
خريطة انتشار الأعراق المختلفة في الدولة العثمانية عام 1911 تظهر وجود العرب في الأقاليم السورية الشمالية

في اجتماع لأول برلمان عربي في التاريخ، دعم المشاركون في المؤتمر السوري العام في حزيران 1919 مطالب الأمير فيصل بن الحسين في مؤتمر السلام في باريس بدولةٍ عربيةٍ موحدة جنوب خط اسكندرونة - ديار بكر.

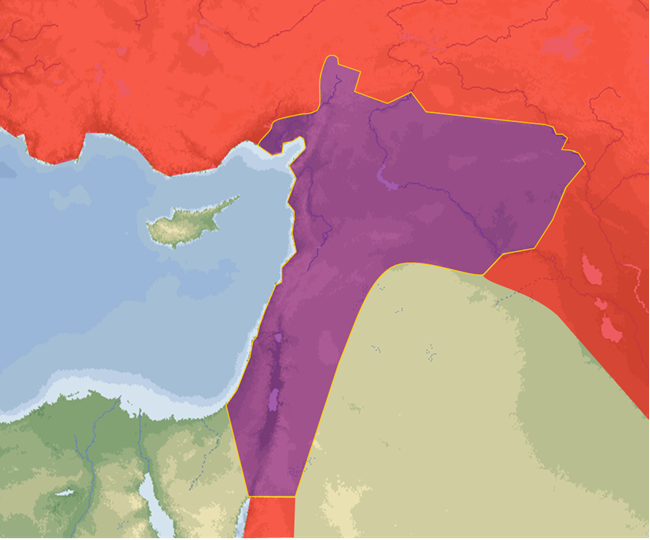
الحدود التقريبية لسوريا العثمانية.

## تبعية هذه المناطق إلى بلاد الشام تاريخيًا
في القرن الثاني عشر الميلادي، زار الشريف الإدريسي خلال رحلته هذه المناطق، وكتب في كتابه نزهة المشتاق في اختراق الآفاق في افتتاح الجزء الخامس من الإقليم الرابع في وصف هذا الإقليم ما يلي:

## تاريخ المنطقة

التقاسيم الإدارية للجزيرة الفراتية خلال الفترة الأموية والعباسية المبكرة.

تشكل هذه المناطق الجزء الشمالي من الهلال الخصيب بما تضمه من سهول ممتدة وأراض خصبة مثل سهل حران ومصادر مائية وفيرة من خلال أنهار الفرات ودجلة والخابور. تعد هذه الأراضي جغرافياً جزءاً من سوريا الطبيعية، حيث تقع جنوب جبال طوروس، الحد الطبيعي بين سوريا وتركيا.
سكنت هذه الأرض قبائل عربية وصلت إليها مع الفتح الإسلامي. ومن أهم القبائل المنتشرة هناك بنو بكر بن وائل (سميت ديار بكر نسبة إليهم) وتغلب وعنزة، وكل هذه القبائل تنتمي إلى ربيعة. ذكر الشريف الإدريسي هذه المناطق في كتابه نزهة المشتاق في اختراق الآفاق فكتب في أحد مواقع الكتاب:
خلال القرن السابع عشر، نجح العثمانيون بالقضاء على الإقطاعيات والإمارات الوراثية العربية شمال حلب، وأقطعت الأراضي بدلاً من العائلات المحليّة للإنكشارية وكبار الفرسان العثمانيين المعروفين باسم سباهية، أما في بقية أنحاء البلاد فقد ظلت الإقطاعيات المتخاصمة التي تستنزف مقدرات البلاد واستقرار الولايات على حالها، رغم أن بعض المؤرخين أشاروا إلى أنّ إلغاء الإقطاعيات وإخضاعها للجيش "فيه تغليب للعنصر التركي على العنصر العربي"، وبالتالي تعتبر هذه الفترة بداية التغيير الديموغرافي الذي أدى إلى نشوء قضية الأقاليم السورية الشمالية.

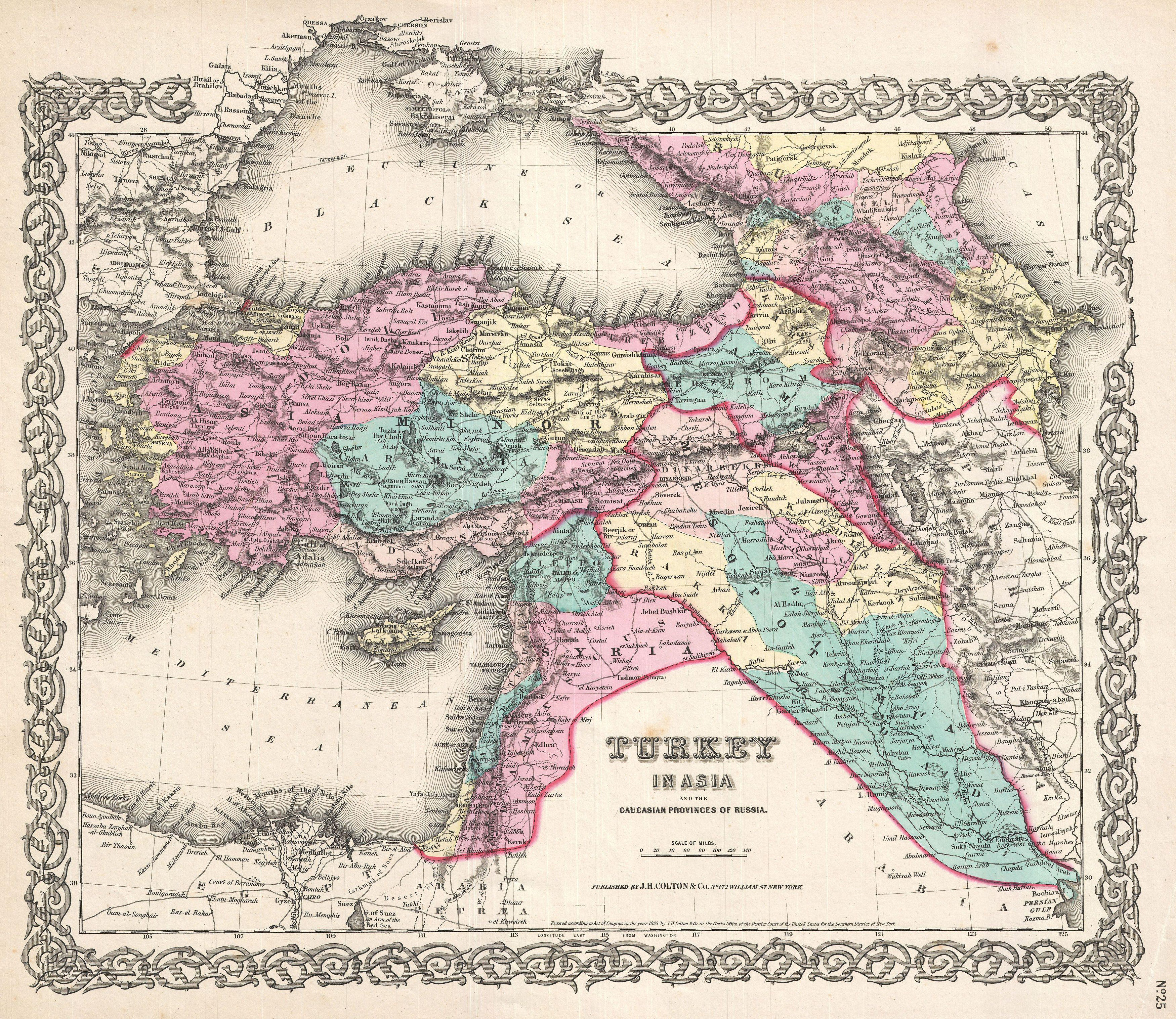
خريطة للإيالات العثمانية الآسيوية عام 1855 تظهر تبعية معظم الأقاليم السورية الشمالية إداريًا لإيالات عربية صرفة (بغداد والرقة وحلب)

خلال حكم مصر لسوريا، ما بين 1832 و1840، أصرت مصر خلال المفاوضات مع العثمانيين حتى لا يكمل الجيش المصري دخوله إلى الأستانة أن يشمل حكم مصر هذه المناطق، فتنازل السلطان محمود الثاني عن هذه المناطق لمصر ضمن اتفاقية كوتاهيه. ظلت معظم هذه المناطق جزءاً من ولاية حلب ومتصرفية الزور حسب الخرائط والتقسيمات الإدارية العثمانية في القرن التاسع عشر وحتى نهاية الدولة العثمانية.

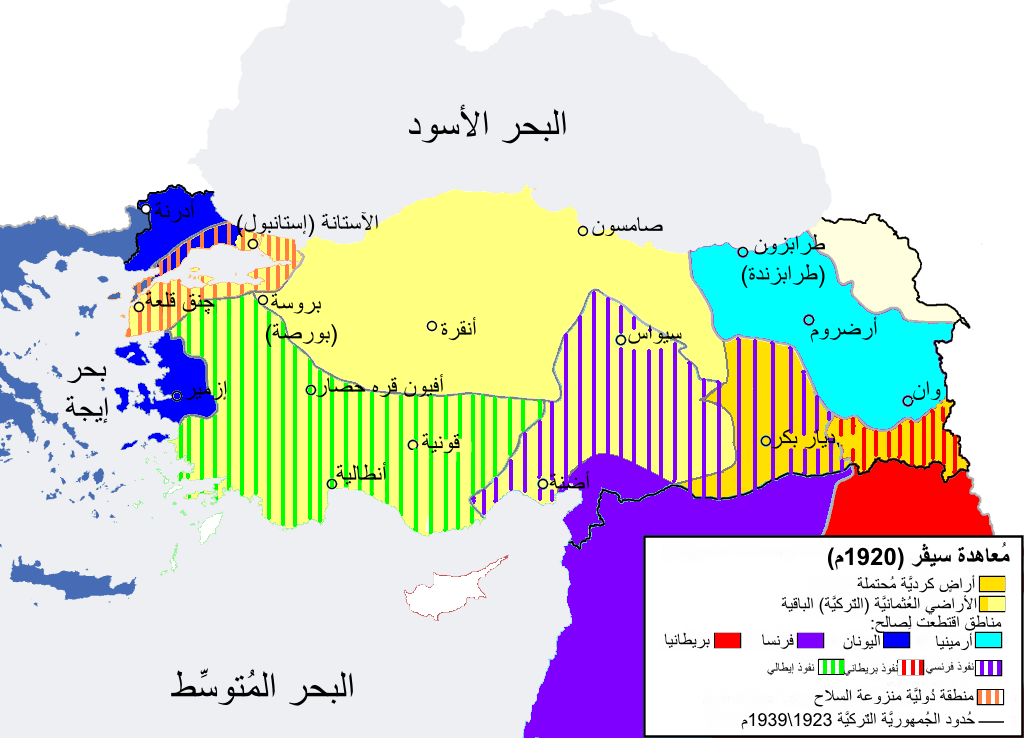
تقسيم الدولة العثمانية بموجب معاهدة سيفر.

## انتزاع هذه الأقاليم من الأراضي العربية
وردت الإشارة إلى هذه الأقاليم ولواء اسكندرون كمناطق متنازع عليها في مراسلات حسين - مكماهون. ذكر الكتاب الذي أرسله حسين بن علي (شريف مكة) إلى هنري مكماهون الممثل الأعلى لبريطانيا في مصر في 14 تموز 1915، أن الحدود الشمالية للدولة العربية المستقبلية يجب أن تمتد إلى مرسين وأضنة بما يشمل لواء الإسكندرون، لكن مكماهون اقترح في كتابه الذي أرسله إلى الشريف حسين في 24 تشرين الأول 1915 فصل هذه المنطقة زاعماًَ أن سكانها ليسوا عرباً تماماً، فرفض الشريف حسين هذا الاقتراح وأصر على رأيه في الكتاب الذي بعث به إلى مكماهون في 15 تشرين الثاني 1915، ولكنه رضي أخيراً بالتنازل عن مرسين وأضنة فقط.
وفي أعقاب الحرب العالمية الأولى، أثناء تقسيم ممتلكات الدولة العثمانية بين المنتصرة في الحرب (الحلفاء)، وبموجب الاتفاق المعقود بين فرنسا وإنكلترا وإيطاليا، في العاشر من آب 1920 جعلت هذه المنطقة ملحقة بمنطقة المصالح الخاصة بفرنسا التي كانت حددتها اتفاقية سايكس-بيكو عام 1916 والتي أقرت بسيادة فرنسا على الأقاليم الواقعة بين قيليقية والضفة الغربية لنهر الفرات، وبموجب اتفاق آب المذكور وحسب البيان الوارد في المادة (7) تركوا لسوريا – التي وقعت تحت الانتداب الفرنسي أيضاً – مدن كلس وعنتاب وبيره جك وأورفة وماردين ونصيبين وجزيرة ابن عمر  وعندما عقد الحلفاء معاهدة سيفر مع تركيا عام 1920 أقرت تركيا بمنطقتي الإسكندرون وقيليقية كجزء متمم للبلاد العربية.

خريطة المملكة السورية العربية تظهر الأقاليم السورية الشمالية ضمن حدود سوريا

انشغل العرب بملفات التقسيم الكثيرة، وبهجرة اليهود إلى سوريا الجنوبية (فلسطين) وبداية بناء مشروعهم الاستعماري، فكانت الأصوات المعترضة على الحدود الجديدة قليلة. ومع ذلك، رفض العرب إلحاق هذه الأقاليم بتركيا ونص بيان المؤتمر السوري العام وبيان أول وزارة سورية انبثقت عنه في عام 1920 على وحدة سوريا واستقلالها بكامل ترابها. إضافة إلى ذلك، قام صبحي بركات وإبراهيم هنانو بتنظيم مقاومة ضد الفرنسيين في تلك المناطق.
دفاعًا عن مناطقهم، شاركت العشائر العربية في هذه المناطق في مقاومة الاحتلال الفرنسي إلى جانب القوميين الأتراك.[بحاجة لمصدر]

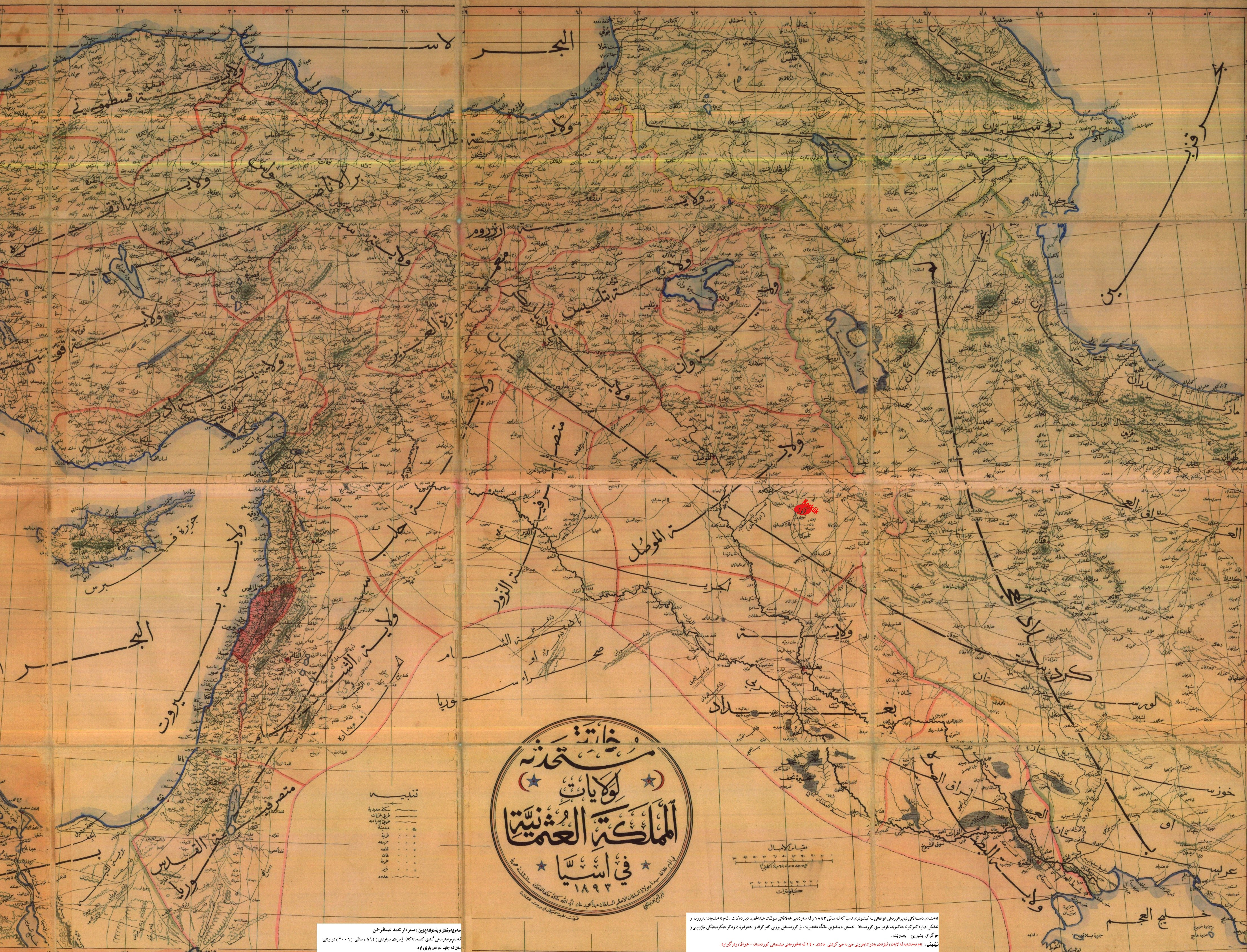
خارطة الولايات العثمانية في المشرق العربي تظهر معظم الأقاليم السورية الشمالية ضمن ولايات حلب وأضنة (أدنة) وديار بكر إضافة إلى متصرفية الزور

عند قيام ثورة الشمال السوري، اتفق إبراهيم هنانو مع الأتراك على دعمه بالسلاح مقابل رفع العلم التركي على معسكرات الثوار وعدم ترسيم الحدود حتى رحيل الاحتلال عن البلدين. كان زعماء الثورة يتحركون بين حلب وكلس وعنتاب ومناطق الثورة نفسها التي تركزت في مناطق جبل الزاوية ولواء اسكندرون وجبال الساحل. وعقد هنانو الاتفاق مع صلاح الدين عادل باشا قائد الجيش التركي في مركز مرعش، الذي أمد الثورة بالمال والسلاح. تضمن الاتفاق عدة بنود أهمها:
- تقديم مساعدات للثوار في سوريا،
- العلم الذي سيرفع يكون على وجهين الأول العلم العربي والثاني تركي، يكتب، على الأول (إنما المؤمنون أخوة) وعلى الوجه الثاني (فأصلحوا بين أخويكم).
- لا تحدد حدود بين سوريا وتركيا إلا بعد جلاء العدو عن أراضيهما وحصولهما على الاستقلال التام.
- المساعدة التركية إلى سوريا هي إعانة أخ لأخيه لا لطمع أو مغنم،
- تقدم الحكومة التركية مدربين للثوار على أن يعود هؤلاء إلى تركية بعد تدريب السوريين.[16]

بسبب حاجة الثورة للدعم قبل هنانو ببعض الشروط التي قد لاقت اعتراضاً من قادة ثورة الشمال، وعندما علم نجيب عويد أحد قادة الثورة أن هنانو رفع على معسكره العلم التركي والعربي ثار وقيل إنه هدد هنانو بالقتل. كانت تركيا تقصد من ذلك الاتفاق ابتزاز فرنسا بخصوص ترسيم الحدود، وهو ما حصلت عليه في اتفاق لوزان الذي أعطاها أراض واسعة، وعندئذ أنهت دعمها للثوار بل ودعتهم للهدوء، وبدأت تعمل على اقتطاع لواء اسكندرون السوري الساحلي الذي ضمته تركيا بالتواطؤ مع الاحتلال الفرنسي عام 1939.

## نسبة العرب حسب التقسيم الإداري التركي الحالي
برغم حملات التتريك المكثفة وهجرة أو تهجير الكثير من سكان هذه المناطق إلى بقية أنحاء الوطن العربي (سوريا خصوصاً)، لا تزال بعض هذه المناطق وبالأخص أورفة وماردين وعنتاب ذات غالبية عربية ويتحدث معظم سكانها اللغة العربية، بينما أصبحت الغالبية كردية في مناطق أخرى مثل ديار بكر وجزيرة ابن عمر وحصن منصور نتيجة سياسات العثمانيين الذين استخدموهم في الحروب ضد مسيحيي المنطقة (مذابح سيفو وإبادة الأرمن) وأقطعوهم أراضيهم ووطنوهم فيها، وتم تتريك بعضها بشكل كبير مثل أضنة ومرسين.
وفيما يلي جدول يبين أعداد ونسب العرب في هذه المناطق حسب إحصاء تركي:
| المنطقة | عدد سكان المحافظة الإجمالي | عدد العرب | نسبة العرب (%) |
| ------- | -------------------------- | --------- | -------------- |
| أضنة    | 2.085.225                  | 600.070   | 28.78          |
| عنتاب   | 1.700.763                  | 210.510   | 12.38          |
| أورفة   | 1.663.371                  | 780.030   | 46.48          |
| باتمان  | 510.200                    | 190.880   | 37.41          |
| بدليس   | 328.767                    | 42.870    | 13.04          |
| سعرد    | 300.695                    | 130.540   | 43.41          |
| شرناق   | 430.109                    | 33.870    | 7.87           |
| عثمانية | 479.221                    | 81.340    | 16.97          |
| كلس     | 123.135                    | 41.640    | 33.82          |
| ماردين  | 744.606                    | 313.460   | 42.10          |
| مرسين   | 1.647.899                  | 467.850   | 28.39          |
| مرعش    | 1.044.816                  | 18.320    | 1.75           |

توجد أيضًا نسب متفاوتة من العرب في مدن ومناطق تركية أخرى لم تتبع تاريخيًا للأراضي العربية.
يقدر البعض مساحة هذه الأراضي بـ 180000 كلم مربع، أي ما يوازي مساحة سوريا نفسها.

نص المنشور الذي ألقته الطائرات البريطانية وموجه من الشريف حسين إلى الجنود والضباط العرب في الجيش التركي في فلسطين سنة 1915، ويظهر خريطة الأراضي العربية بما يشمل الأقاليم السورية الشمالية